# 祀宴
祀宴是台灣民間信仰中的祭祀儀式，與神明的誕辰、法會與醮典等活動息息相關，祭祀儀式當中祭品為不可或缺之物。祭品除了可以做為人與神、鬼、祖先之間的親疏遠近之表徵 ，祭品也表達了人們對於神佛的虔誠，就祭品中的食品而言同時也彰顯了在地民眾的飲食文化。常見的祭品除了水果、牲禮、糕餅之外，較為隆重者亦有採取宴席的形制，而有所謂「祀宴」、「宴王」、「宴棹」之稱，顧名思義即是用於祭祀的宴(筵)，民間信仰中對於祭祀神、鬼儀的式中有頗多與筵、宴相關的用詞：聚落集體祭拜時所準備的公牲禮等祭品稱為「公筵」、儀式專家常將一切敬奉神、鬼的供物雅稱為「華筵」、儀式專家以淨水遍灑供品稱為「淨筵」、普施孤魂所準備的供品常稱為「孤筵」、修設醮典又稱為「醮筵」，又如於迎王、請王常伴隨的宴王儀式，以及近來台灣寺廟活動中常見的祀宴等，都顯現出「筵」、「宴」用於祭拜儀式的普遍性。漢人民間信仰中的祀宴內容，傳統上主要係包括了漢席與看棹。漢席之設置台灣各處皆有，然其並非專門用於祭祀，而是脫胎自日常生活中的宴客筵席，於清代台灣民間之宴席便有滿漢席、漢席、正筵、中棹之等級，而每筵又應具備有大碗四碗、中碗四碗、小碗四碗、點心、豎碟等。漢席又因地域可細分為葷漢席、素漢席、餅漢席、大滿漢、小滿漢等類型。而看棹係有別於漢席棹所具有的可食用意象，而是以觀賞為主旨，傳統上看棹又有「看牲」、「看生」等供物，則主要係以糯米、麵粉所塑造，使祭筵更顯豐盛。晚近的祀宴內容則更為豐富:冰雕、蔬果雕、各式設色拼盤、各色漢式、西式點心等均可成為祀宴之敬品。